# Lawrence Roche
Lawrence Roche (Dublin, 15 oktober 1967) is een Iers voormalig wielrenner. Hij is de jongere broer van Stephen Roche. 
Roche reed twee jaar voor de Carrera-formatie. Toen die ploeg werd opgedoekt verkaste hij samen met zijn broer naar Tonton Tapis. Hij was slechts drie jaar prof en behaalde in die drie jaar niet een zege. Wel nam hij in 1991 deel aan de Tour de France, met een 153e als resultaat.

## Tourdeelnames
- 1991 - 153e